# 哈邁德·本·哈利法大學
哈邁德·本·哈利法大學（阿拉伯语：‎）是位於卡塔爾首都多哈大學城內的一所公立大學。 成立於2010年，該大學是卡塔爾基金會的成員，第一批學生於2014年畢業。它是以卡塔爾前埃米爾（1995-2013）的謝赫哈邁德·本·哈利法·阿勒塔尼命名。

## 學院和學位

### 科學與工程學院（CSE）

#### 學士
- 計算機工程學士[1]

#### 行政碩士
- 能源和資源行政碩士[2]

#### 碩士
- 生物和生物醫學碩士[3]
- 網絡安全碩士[4]
- 數據科學與工程碩士[5]
- 可持續能源科學碩士[6]
- 可持續環境科學碩士[7]

#### 博士
- 生物和生物醫學博士[8]
- 計算機科學與工程博士[9]
- 可持續環境科學博士[10]
- 可持續能源科學博士[11]

### 伊斯蘭研究學院（CIS）

#### 碩士
- 伊斯蘭研究文學碩士[12]
- 伊斯蘭金融碩士[13]

### 人文社會科學學院（CHSS）

#### 碩士
- 翻譯研究文學碩士[14]
- 視聽研究文學碩士[15]

## HBKU 2016學年
2016年5月1日，111名學生從HBKU畢業。55％的學生是卡塔爾人，而整個班包括來自29個不同國家的學生。有700人參加儀式，其中包括畢業於2015年的Sheikha Moza bint Nasser。52名畢業生來自HBKU的卡塔爾伊斯蘭研究學院（QFIS），43名來自科學與工程學院，16名來自人文社會科學學院。
演講嘉賓是科技企業家Habib Haddad。

## 建築
- 伊斯蘭研究學院大樓
- 文理學院大樓
- HBKU綜合研究大樓
- HBKU學生中心
- HBKU學生公寓

## 著名校友
- Sheikha Mozah Bint Nasser Al Missned（2015年）[20]